# Presentatie (groepentheorie)
In de groepentheorie, een deelgebied van de wiskunde, is een presentatie van een groep een manier om de groep voor te stellen met behulp van een aantal voortbrengende elementen van de groep en een aantal relaties die tussen deze voortbrengers bestaan. De voortbrengende elementen vormen een genererende verzameling, zodat elk element van de groep voorgesteld kan worden als het product van enige van deze voortbrengers en hun inversen. Bovendien is de manier van voorstellen uniek op een of meer van de gegeven relaties na. Het begrip moet niet met groepsrepresentatie worden verward.
Een presentatie van een groep {\displaystyle G} wordt genoteerd als
{\displaystyle \langle S\mid R\rangle },
waarin {\displaystyle S} de verzameling voortbrengers is en {\displaystyle R} de verzameling relaties. 
De groep {\displaystyle G} heeft deze presentatie als de groep isomorf is met de factorgroep van een vrije groep op {\displaystyle S} en de normaaldeler die door de relaties {\displaystyle R} wordt gegenereerd.
Het Todd-Coxeter-algoritme maakt van deze presentatie gebruik.

## Notatie
Als {\displaystyle S=\{s_{1},s_{2},\ldots ,s_{m}\}} en {\displaystyle R=\{r_{1},r_{2},\ldots ,r_{n}\}} eindige verzamelingen zijn, noteert men de presentatie {\displaystyle \langle S\mid R\rangle } eenvoudigweg als 
{\displaystyle \langle s_{1},s_{2},\ldots ,s_{m}\mid r_{1},r_{2},\ldots ,r_{n}\rangle }
Met {\displaystyle F} de vrije groep over {\displaystyle S} schrijft men een relatie {\displaystyle r\in F} vaak in de vorm {\displaystyle r=e} om te benadrukken dat dit in de factorgroep {\displaystyle F/K} afgebeeld wordt op het neutrale element {\displaystyle e}. Iets algemener gebruikt men de eenvoudigere vorm {\displaystyle u=v} in plaats van de relatie {\displaystyle uv^{-1}=e}.

## Voorbeelden
| groep                           | presentatie |
| ------------------------------- | --- |
| vrije groep op S                | {\displaystyle \langle S\mid \varnothing \rangle } |
| Cn, cyclische groep van orde n  | {\displaystyle \langle a\mid a^{n}\rangle } |
| Dn, dihedrale groep van orde 2n | {\displaystyle \langle r,f\mid r^{n},f^{2},(rf)^{2}\rangle } |
| D∞, oneindige dihedrale groep   | {\displaystyle \langle r,f\mid f^{2},(rf)^{2}\rangle } |
| Dicn, dicyclische groep         | {\displaystyle \langle r,f\mid r^{2n},r^{n}=f^{2},frf^{-1}=r^{-1}\rangle } |
| Z × Z                           | {\displaystyle \langle x,y\mid xy=yx\rangle } |
| Z/mZ × Z/nZ                     | {\displaystyle \langle x,y\mid x^{m},y^{n},xy=yx\rangle } |
| commutatieve vrije groep op S   | {\displaystyle \langle S\mid R\rangle } met R alle commutatoren van elementen in S |
| Sn, symmetrische groep          | generatoren: {\displaystyle \sigma _{1},\ldots ,\sigma _{n-1}} relaties: - {\displaystyle \sigma _{i}^{2}=1}, - {\displaystyle \sigma _{i}\sigma _{j}=\sigma _{j}\sigma _{i}{\mbox{ if }}j\neq i\pm 1}, - {\displaystyle \sigma _{i}\sigma _{i+1}\sigma _{i}=\sigma _{i+1}\sigma _{i}\sigma _{i+1}} De laatste relaties kunnen worden herschreven in - {\displaystyle {(\sigma _{i}\sigma _{i+1}})^{3}=1} met {\displaystyle \sigma _{i}^{2}=1}. |
| Bn, vlechtgroep                 | generatoren: {\displaystyle \sigma _{1},\ldots ,\sigma _{n-1}} relaties: - {\displaystyle \sigma _{i}\sigma _{j}=\sigma _{j}\sigma _{i}{\mbox{ if }}j\neq i\pm 1}, - {\displaystyle \sigma _{i}\sigma _{i+1}\sigma _{i}=\sigma _{i+1}\sigma _{i}\sigma _{i+1}} |
| V4, viergroep van Klein         | {\displaystyle \langle s,t\mid s^{2},t^{2},(st)^{2}\rangle } |
| A4, alternerende groep          | {\displaystyle \langle s,t\mid s^{2},t^{3},(st)^{3}\rangle } |
| S4, symmetrische groep          | {\displaystyle \langle s,t\mid s^{2},t^{3},(st)^{4}\rangle } |
| A5, alternerende groep          | {\displaystyle \langle s,t\mid s^{2},t^{3},(st)^{5}\rangle } |
| Q8, quaternionengroep           | {\displaystyle \langle i,j\mid i^{4},jij=i,iji=j\rangle \,} |
| SL(2, Z)                        | {\displaystyle \langle a,b\mid aba=bab,(aba)^{4}\rangle } |
| GL(2, Z)                        | {\displaystyle \langle a,b,j\mid aba=bab,(aba)^{4},j^{2},(ja)^{2},(jb)^{2}\rangle } |
| PSL(2, Z), modulaire groep      | {\displaystyle \langle a,b\mid a^{2},b^{3}\rangle } |
| heisenberg-groep                | {\displaystyle \langle x,y,z\mid z=xyx^{-1}y^{-1},xz=zx,yz=zy\rangle } |
| titsgroep                       | {\displaystyle \langle a,b\mid a^{2},b^{3},(ab)^{13},[a,b]^{5},[a,bab]^{4},((ab)^{4}ab^{-1})^{6}\rangle } |